# Liste des planètes mineures non numérotées découvertes en juillet 2012
Pour un article plus général, voir Liste des planètes mineures non numérotées découvertes en 2012.
Pour un article plus général, voir Liste des planètes mineures.
Cet article dresse la liste des planètes mineures (astéroïdes, centaures, objets transneptuniens et assimilés) non numérotées découvertes en juillet 2012 dans l'ordre de leur découverte.
Au 15 janvier 2025, 661 077 des 1 434 993 planètes mineures répertoriées par le Centre des planètes mineures ne sont pas encore numérotées, soit 46,07 %.

## Rappel concernant la désignation provisoire
La désignation provisoire indique l'ordre de découverte de ces objets. En effet, cette désignation est composée de l'année de découverte (par exemple 2012) suivie de la quinzaine (demi-mois) de découverte (p.e. A = 1-15 janvier) puis de l'ordre de découverte dans cette quinzaine. Cet ordre est indiqué par une lettre et éventuellement un chiffre comme suit : A pour la première découverte, B pour la deuxième, ..., Z pour la 25e (le I n'est pas utilisé pour éviter la confusion avec 1), A1 pour la 26e, B1 pour la 27e, etc. , Z1 pour la 50e, A2 pour la 51e, B2 pour la 52e, etc. L'ordre de la numérotation ne suit donc pas l'ordre alphanumérique. 2012 AA1 suit ainsi 2012 AZ et précède 2012 AB1.

## Liste

### Du1erau 15 juillet
- 2012 NA
- 2012 NB
- 2012 NC
- 2012 NE
- 2012 NN
- 2012 NO
- 2012 NQ
- 2012 NS
- 2012 NA1

### Du 16 au 31 juillet
- 2012 OD
- 2012 OO
- 2012 OQ
- 2012 OR
- 2012 OS
- 2012 OY
- 2012 OA1
- 2012 OB1
- 2012 OE1
- 2012 ON1
- 2012 OU1
- 2012 OV1
- 2012 OW1
- 2012 OB3
- 2012 OK3
- 2012 OS3
- 2012 OX3
- 2012 OK4
- 2012 OO4
- 2012 OP4
- 2012 OQ4
- 2012 OS4
- 2012 OT4
- 2012 OX4
- 2012 OQ5
- 2012 OU5
- 2012 OE6
- 2012 OL6
- 2012 OM6
- 2012 OU6
- 2012 OV6
- 2012 OB7
- 2012 OC7
- 2012 OE7
- 2012 OH7
- 2012 OJ7
- 2012 OK7
- 2012 OO7
- 2012 OT7
- 2012 OV7
- 2012 OW7
- 2012 OX7
- 2012 OY7
- 2012 OZ7
- 2012 OA8
- 2012 OB8
- 2012 OC8
- 2012 OD8
- 2012 OE8
- 2012 OF8
- 2012 OG8
- 2012 OH8
- 2012 OJ8
- 2012 OK8
- 2012 OL8
- 2012 OM8
- 2012 ON8
- 2012 OO8
- 2012 OP8
- 2012 OQ8
- 2012 OR8
- 2012 OS8
- 2012 OT8
- 2012 OU8